# Étoile de Nanchang
L’Étoile de Nanchang (chinois : 南昌之星) est une grande roue s'élevant à 160 mètres au-dessus du sol, et de 153 mètres de diamètre, située dans la ville de Nanchang, la capitale de la province du Jiangxi.
L’Étoile de Nanchang fut ouverte au public en mai 2006, sa construction ayant coûté 57 millions de yuans. Initialement la plus haute grande roue du monde en opération, elle fut dépassée par la Singapore Flyer le 1er mars 2008, cette dernière s'élevant à 165 mètres au-dessus du sol,.
L’Étoile de Nanchang possède 60 nacelles fermées et climatisées, chacune pouvant transporter jusqu'à 8 passagers, et donc une capacité maximale de 480 passagers. Une rotation complète dure approximativement 30 minutes ; cette faible vitesse permet aux passagers d'embarquer et de débarquer sans qu'il soit nécessaire d'arrêter la roue. Le prix des tickets est de 50 yuans.

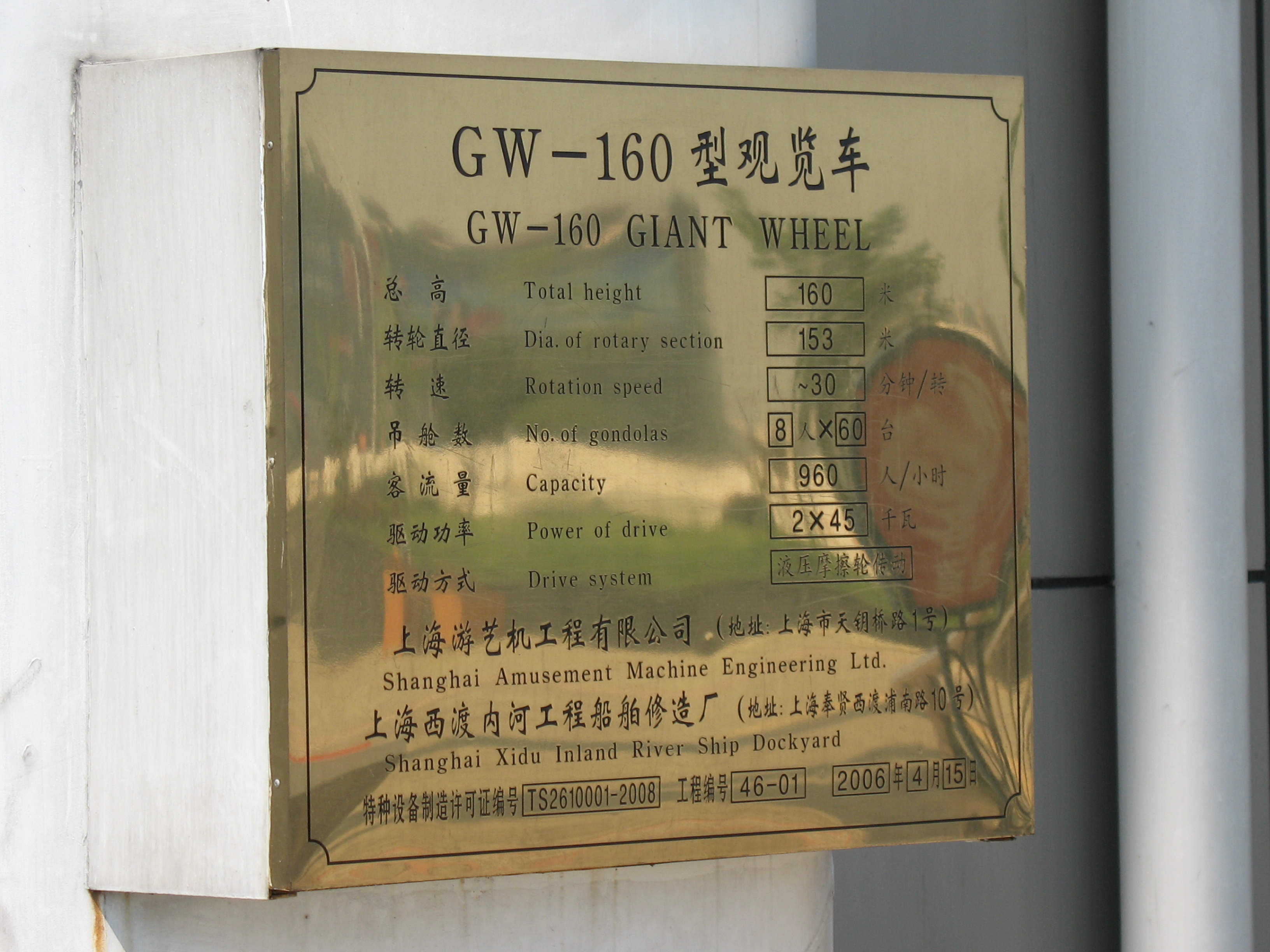
Plaque de spécification du constructeur.

## Traduction
- (en) Cet article est partiellement ou en totalité issu de l’article de Wikipédia en anglais intitulé « Star of Nanchang » (voir la liste des auteurs).